# Kognitionsvetenskap
Kognitionsvetenskap är ett tvärvetenskapligt forskningsområde där forskare från så olika fält som filosofi, psykologi, neurovetenskap, datavetenskap, lingvistik och socialantropologi studerar det mänskliga tänkandets natur. Försök till att förstå och hitta förklaringar till tankesättets natur fanns redan på Aristoteles och Platons tid och än idag försöker forskare få svar på många av dåtidens frågor.  

## Centrala forskningsområden
Centrala kognitionsvetenskapliga frågeställningar är hur människan tar till sig och bearbetar information/kunskap, hur hon interagerar med den sociala och materiella omgivningen, hur hon fattar beslut och löser problem och vilken roll emotioner spelar för hennes tankeprocesser. Genom att studera kognitiva processer såsom minne, perception, uppmärksamhet, problemlösning, beslutsfattande och emotion men även människans medvetande utifrån ett tvärvetenskapligt perspektiv förväntar forskarna få svar på många av dessa frågor.

## Tillämpningar
Kognitionsvetenskapliga idéer och teorier tillämpas och vidareutvecklas i forskning inom områden som människa-dator-interaktion (MDI), artificiell intelligens, datalingvistik, cybernetik, game studies och pedagogik. Datorbaserade tillämpningar spelar en allt större roll i människans vardag vilket kräver en djupgående förståelse vad som sker rent mentalt när människan använder sig av dessa på en daglig basis. I dagens samhälle har också det livslånga lärandet blivit allt viktigare, och kognitionsvetenskaplig forskning bidrar till en bättre förståelse för barns och vuxnas lärandeprocesser.

## Historisk utveckling
Även om många av de grundläggande frågorna för kognitionsvetenskapen har sina rötter långt bak i historien (till exempel de grekiska filosoferna ovan), började den moderna kognitionsvetenskapens historia inte förrän vid 1900-talets mitt. Bland annat två konferenser brukar anges som de första tecknen på en ny (tvär)vetenskap. Den första konferensen ägde rum i september 1948 vid det Kaliforniska institutet för teknologi där främst datavetenskapen och neurovetenskapen sågs bidra till förståelsen för hur nervsystem kan styra beteende. Den andra konferensen ägde rum den 10–12 september 1956 på Massachusetts Institute of Technology (MIT), vilket många ser som året då kognitionsvetenskapen först såg sitt ljus. Vid den här tiden presenterades också flera vetenskapliga bidrag inom psykologi och lingvistik som bidrog till den kognitiva revolutionen, vilken något förenklat innebar att det blev möjligt och accepterat att förklara beteenden med hjälp av olika typer av mentala representationer (kallas ibland för den kognitiva revolutionen). Däremot dröjde det till 1970-talet innan kognitionsvetenskapen officiellt blev en vetenskap (till exempel med en vetenskaplig tidskrift). 
Kognitionsvetenskapen var till en början starkt påverkad av utvecklingen inom datavetenskap, och använde ofta datorn som metafor för kognition och tänkande, det vill säga tänkande sågs som (data)beräkningar. Denna syn på kognitionsvetenskapen speglas av Howard Gardners fem kriterier för kognitionsvetenskap som bland annat eliminerar emotioner och lyfter fram synen på människan som en dator.

### Kognitionsvetenskap idag
Dagens kognitionsvetenskap ser dock annorlunda ut och har i viss mån börjat överge det starka inflytandet från datavetenskapen och datormetaforen. Bland annat har det så kallade situerade synsättet på kognition och kognitionsvetenskap under de senaste 20 åren ifrågasatt bland annat nödvändigheten av mentala representationer för att förklara kognitivt beteende och möjligheten att bortse från känslor (se till exempel Antonio Damasios teorier) och ämnesområdet. Framförallt betonas kognitiva agenters situerade och aktiva natur. Istället för att se kognition som passiv informationsbehandling betonas ömsesidig påverkan mellan hjärna, kropp och omgivning, där omgivningen kan vara allt ifrån artefakter som "post it-lappar" till kulturella mönster. En annan förändring är att bland annat neurovetenskap, biologi och antropologi har börjat spela en allt större roll i utvecklingen av kognitionsvetenskapen.